# El Salvador International 2021
Die El Salvador International 2021 im Badminton fanden vom 14. bis zum 18. Dezember 2021 in San Salvador statt. 

## Sieger und Platzierte
| Disziplin    | Gold                                          | Silber                       | Bronze                            |
| ------------ | --------------------------------------------- | ---------------------------- | --------------------------------- |
| Herreneinzel | Uriel Canjura                                 | Donnians Oliveira            | Don Henley Averia                 |
| Herreneinzel | Uriel Canjura                                 | Donnians Oliveira            | Artur Silva Pomoceno              |
| Dameneinzel  | Ishika Jaiswal                                | Juliana Viana Vieira         | Disha Gupta                       |
| Dameneinzel  | Ishika Jaiswal                                | Juliana Viana Vieira         | Yasmine Hamza                     |
| Herrendoppel | Jonathan Matias Artur Silva Pomoceno          | Fabio Caponio Giovanni Toti  | Enrico Asuncion Justin Ma         |
| Herrendoppel | Jonathan Matias Artur Silva Pomoceno          | Fabio Caponio Giovanni Toti  | Sri Kolla Kevin Shi               |
| Damendoppel  | Sânia Lima Tamires Santos                     | Katharina Fink Yasmine Hamza | Srivedya Gurazada Ishika Jaiswal  |
| Damendoppel  | Sânia Lima Tamires Santos                     | Katharina Fink Yasmine Hamza | Martina Corsini Judith Mair       |
| Mixed        | Christopher Martínez Mariana Isabel Paiz Quan | Kevin Shi Ishika Jaiswal     | Javier Alas Fátima Centeno        |
| Mixed        | Christopher Martínez Mariana Isabel Paiz Quan | Kevin Shi Ishika Jaiswal     | Samuel Ricketts Tahlia Richardson |